# محمود أباد (نمين)
محمود أباد هي قرية في مقاطعة نمين، إيران. يقدر عدد سكانها بـ 952 نسمة بحسب إحصاء 2016.